# Emily Davison

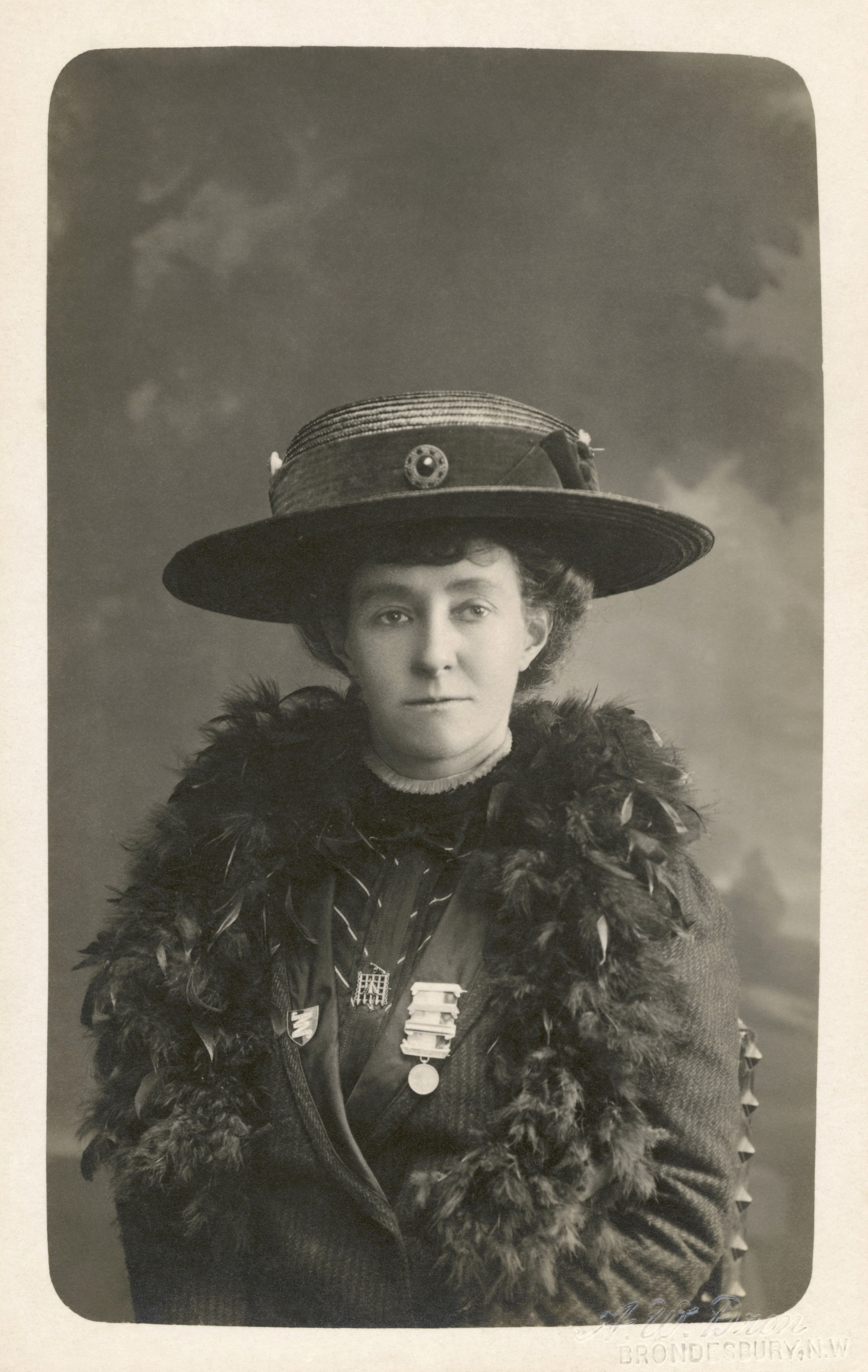
Emily Davison.

Emily Wilding Davison (Greenwich (Londen), 11 oktober 1872 – Epsom, 8 juni 1913) was een Engelse suffragette. Zij streed voor het vrouwenstemrecht. Op Epsom Derby werd ze vertrapt door het paard van koning George V en stierf enkele dagen later aan haar verwondingen.

## Biografie

### Jeugd
Emily Wilding Davison werd geboren in Londen op 11 oktober 1872 als dochter van Charles Davison en van Margaret Caisley Davison. Ze had twee zussen, een broer en een halfbroer uit haar vaders eerste huwelijk, namelijk kapitein Henry Jocelyn Davison.
Davison studeerde eerst aan de Kensington High School (1885-1891), en later literatuur aan het Royal Holloway College, waarvoor ze in 1891 een beurs bemachtigde. Ze startte deze studies in 1892, maar werd in 1893 door de dood van haar vader gedwongen haar studies op te geven. Haar moeder kon niet langer de nodige £ 20 lesgelden per trimester ophoesten.
Ze begon te werken als gouvernante, waarna ze lerares werd in Edgbaston en Worthing.
Met het verdiende geld zag ze de kans om haar studies in Biologie, Chemie, Engelse taal en Literatuur verder te zetten. Aan het St. Hugh's College van de Universiteit van Oxford slaagde ze glansrijk voor het eindexamen, maar het college kende toentertijd geen universitaire titels toe aan vrouwen. Davison behaalde haar diploma aan de University of London.
Davison ging werken in Berkshire, waar ze de dochters van de Moorhouse-familie lesgaf.
Ze was een deel van het dromen en streven van de negentiende eeuw, maar tegelijk werd ze voortdurend hardhandig geconfronteerd met de tegenkantingen van diezelfde voorbije eeuw: de sociale druk, de menselijke beperking, de dubbele moraal, het permanente conflict tussen willen en kunnen.

### De suffragette
In 1906 werd ze lid van de Woman's Social and Political Union (WSPU), een beweging opgericht door Emmeline Pankhurst in 1903. Deze vereniging bracht vrouwen samen die vonden dat militante, confronterende tactieken nodig waren om vrouwenstemrecht te verkrijgen.
Davison werd een actieve militante en nam deel aan verschillende activiteiten voor het verkrijgen van stemrecht voor vrouwen. In 1908 stopte Davison met werken om zich volledig toe te leggen op de beweging. Ze verkreeg al snel de reputatie om een militante en gewelddadige campagneleidster te zijn. Op eigen initiatief, zonder toestemming van de WSPU, begon ze bijeenkomsten te verstoren, stenen te gooien, en maakte ze zich schuldig aan brandstichting.
Op zondag 21 juni 1908 liep ze mee in een massademonstratie en was een van de enthousiaste hulpkrachten. Emily werd meegezogen in een stroom van acties en intense vriendschappen.
Op 20 maart 1909 nam ze deel aan een protestactie van vrouwen die premier Herbert Asquith een petitie wilden overhandigen. Davison werd gearresteerd en kreeg één maand cel wegens ordeverstoring. Dit gebeurde opnieuw op 30 juli toen ze een politieke meeting van de liberaal David Lloyd George verstoorde.
Op 2 april 1911 verborg Davison zich een hele nacht in een kast in het Palace of Westminster, zodat ze op censusformulieren het Lagerhuis kon invullen als verblijfplaats. De documenten van de census 1911 maken melding van het feit dat Davison gevonden werd in de crypte. In 1999 werd er een gedenkplaat geplaatst op de betreffende plek.
Davison werd verschillende keren opgesloten, ging meer dan eens in hongerstaking (ze was bij de eersten die deze tactiek toepasten) en deed een zelfmoordpoging door van een gevangenistrap te springen. Over dit laatste schreef ze later dat het de bedoeling was ieders lijden te stoppen. Als resultaat liep ze een ernstige hersenschudding en blijvende schade aan de wervelkolom op.
In 1913 plaatste ze een bom die het huis van Lloyd George in Surrey zwaar beschadigde.

### Gedrevenheid
Waardoor Emily Davison precies gedreven werd, is niet precies duidelijk. Woede was niet haar enige motief. Ze was er heilig van overtuigd, schreef haar biografie, 'dat ze door God was geroepen, niet alleen om te werken, maar ook om te strijden voor de zaak die ze had omarmd, als een Jeanne d'Arc die het Franse leger aanvoerde'. Ze zei altijd lange gebeden en de Bijbel lag steeds naast haar bed. Zo verenigde Emily de tegenstellingen van haar tijd; een mengeling van moderne strijdbaarheid en religieuze romantiek.
Emily raakte door haar religieuze bezieling steeds meer op drift. Langzaam maar zeker begon ze zichzelf aan te bieden als martelaar, als offer.

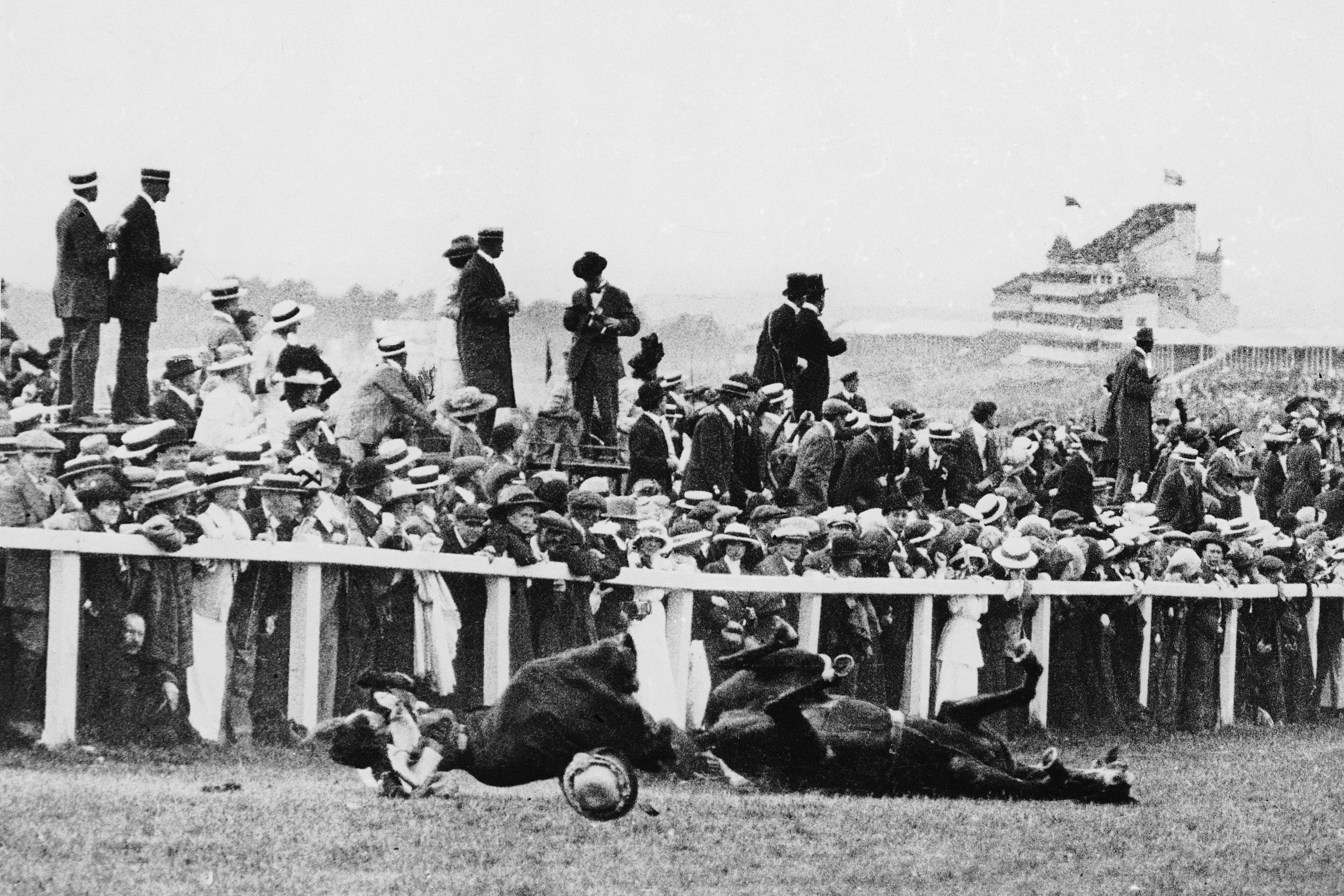
Davison valt op de grond, vertrappeld door het paard van de koning.

### Epsom Derby
Op 4 juni 1913, tijdens de Epsom Derby, sprong Emily Davison, met twee vlaggen in de hand, voor het renpaard van koning George V. Zwaar gewond stierf ze vier dagen later in het Epsom Cottage Hospital.
Dat zelfmoord haar bedoeling was, is niet erg waarschijnlijk: zij had een retourticket op zak, evenals een ticket voor een dansavond op diezelfde dag. Beide voorwerpen zijn nu terug te vinden in de collectie van de Women’s Library in Londen. De voorwerpen suggereren ook dat het martelaarschap niet haar intentie was. Dit lijkt ook geconcludeerd te kunnen worden uit een postkaartje dat ze verstuurde naar haar zus Laetitia die in Frankrijk woonde, om te vertellen dat ze een paar dagen na de Derby op bezoek zou komen. Sommige bronnen beweren dat ze enkel de derby wilde verstoren, anderen dat ze een wimpel met 'Stemrecht voor vrouwen' aan het paard wilde hangen.
De jockey die het paard bereed dat haar verpletterde, verklaarde later dat hij ‘gekweld werd door het gezicht van die arme vrouw’.

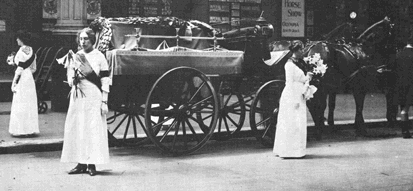
Emily Davisons begrafenis, juni 1913.

### Herdenking
Op de begrafenisplechtigheid in Londen op 14 juni 1913 was een grote menigte aanwezig. Emily Davison werd de volgende dag begraven op het kerkhof van Saint Mary the Virgin in Morpeth. Op haar graf staat de slogan van de WSPU: "Deeds not words" (geen woorden maar daden).
Herbert Jones, de jockey die het koninklijk paard bereed de dag van het fatale ongeluk, legde op de begrafenis van Emmeline Pankhurst in 1928 een krans neer ter nagedachtenis van Pankhurst en Davison.

## Archief
- De archiefdocumenten van Emily Davison worden bewaard in de Women's Library in de London Metropolitan University.